# Cryptobatrachus
Cryptobatrachus és un gènere de granotes de la família dels hílids.

## Taxonomia
- Cryptobatrachus boulengeri
- Cryptobatrachus fuhrmanni
- Cryptobatrachus nicefori